# Милс (округ, Айова)
Милс (англ. Mills County) — округ в США, штате Айова. На 2000 год численность населения составляла 14 547 человек. По оценке бюро переписи населения США в 2009 году население округа составляло 15 002 человек. Окружным центром является город Гленвуд.

## История
Округ Милс был сформирован в 15 января 1851 года.

## География
Согласно данным Бюро переписи населения США площадь округа Милс составляет 1130 км².

### Основные шоссе
- Федеральная автострада 29
- Шоссе 34
- Шоссе 59
- Шоссе 275
- Автострада 370

### Соседние округа
- Поттавоттами  (север)
- Монтгомери  (восток)
- Фримонт  (юг)
- Касс, Небраска  (юго-запад)
- Сарпи, Небраска  (запад)

## Демография
По данным переписи населения 2000 года в округе проживало 14 547 жителей. Среди них 25,3 % составляли дети до 18 лет, 13,0 % люди возрастом более 65 лет. 49,3 % населения составляли женщины.
Национальный состав был следующим: 98,0 % белых, 0,4 % афроамериканцев, 0,3 % представителей коренных народов, 0,3 % азиатов, 2,1 % латиноамериканцев. 0,9 % населения являлись представителями двух или более рас.
Средний доход на душу населения в округе составлял $18736. 9,6 % населения имело доход ниже прожиточного минимума. Средний доход на домохозяйство составлял $55094.
Также 83,2 % взрослого населения имело законченное среднее образование, а 16,3 % имело высшее образование.